# Dilophus bicolor
Dilophus bicolor är en tvåvingeart som beskrevs av Macquart 1838. Dilophus bicolor ingår i släktet Dilophus och familjen hårmyggor.
Artens utbredningsområde är Uruguay. Inga underarter finns listade i Catalogue of Life.